# Итажуба
Итажуба (порт. Itajubá) — муниципалитет в Бразилии, входит в штат Минас-Жерайс. Составная часть мезорегиона Юг и юго-запад штата Минас-Жерайс. Входит в экономико-статистический микрорегион Итажуба. Население составляет 90 812 человек на 2006 год. Занимает площадь 290,450 км². Плотность населения — 312,7 чел./км².

## История
Город основан 19 марта 1819 года.

## Статистика
- Валовой внутренний продукт на 2006 год составляет 648 702 548,00 реалов (данные: Бразильский институт географии и статистики).
- Валовой внутренний продукт на душу населения на 2006 год составляет 7392,62 реалов (данные: Бразильский институт географии и статистики).
- Индекс развития человеческого потенциала на 2006 год составляет 0,815 (данные: Программа развития ООН).

## География
Климат местности: горный тропический. В соответствии с классификацией Кёппена, климат относится к категории Cwb.

## Наука
В 37 км от города расположена одна из крупнейших обсерваторий Бразилии — Обсерватория Пико дос Диас.

## Галерея

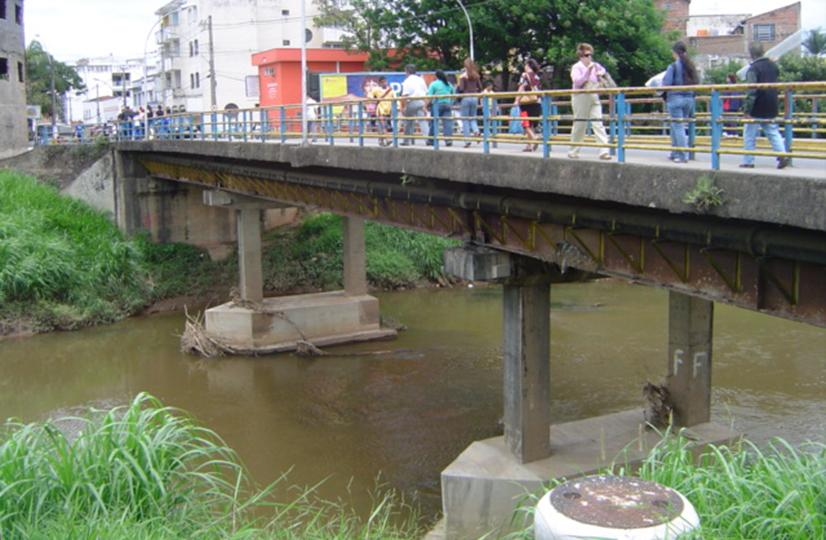
Мост
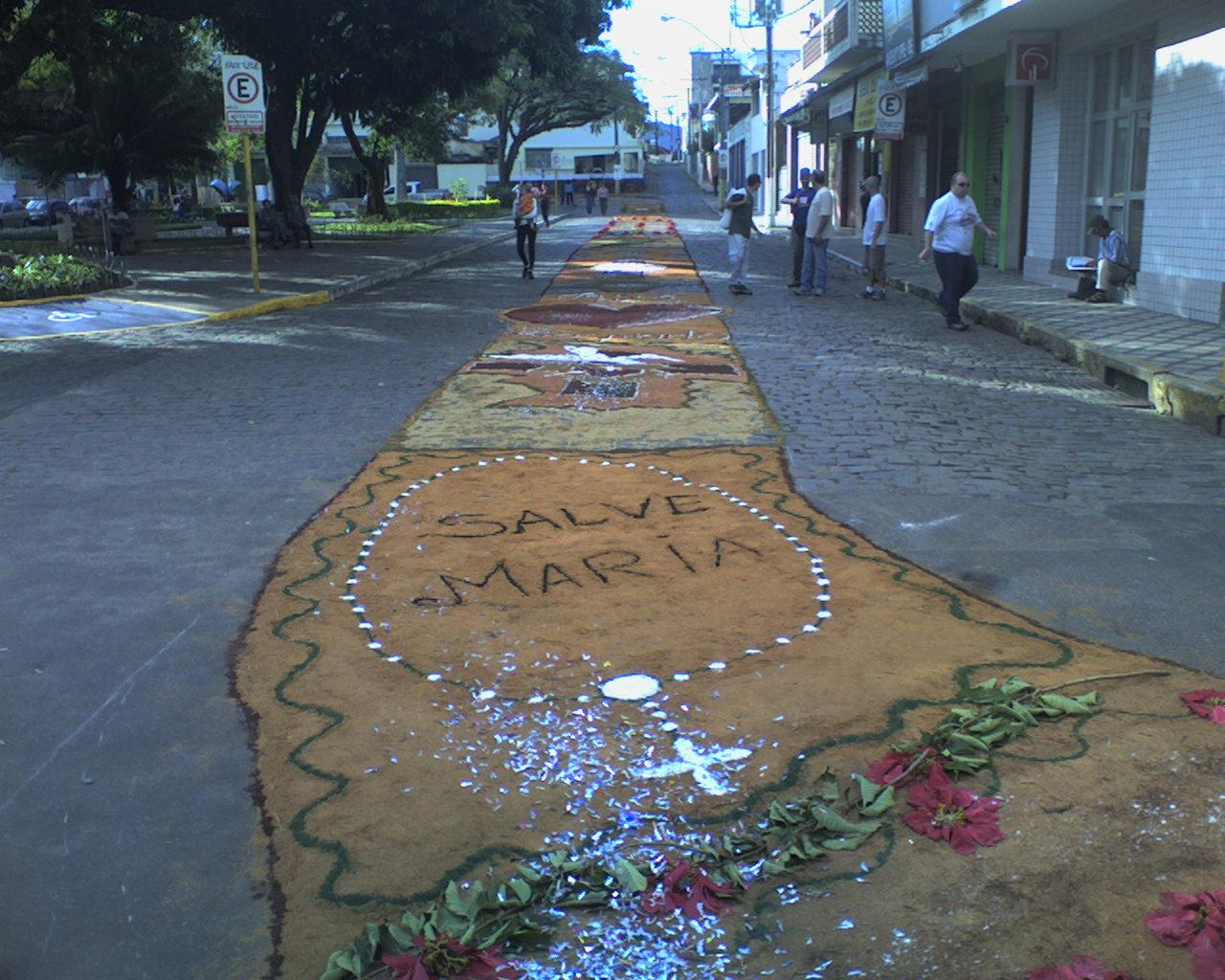